# Barbie Dreamhouse Adventures
Barbie Dreamhouse Adventures é uma série de animação de 2018 criada pela Mattel e baseada na boneca Barbie. É a terceira série de animação da Barbie sucedendo Barbie: Life in the Dreamhouse e Barbie: Dreamtopia, e sendo produzida pela Mainframe Studios em parceria com a Mattel Creations. Ela é baseada nos últimos filmes de animação focados na vida de Barbie e suas irmãs Skipper, Stacie e Chelsea agora morando na casa dos pais em Wisconsin na companhia também de Ken, Nikki, Teresa e outros personagens.
No Brasil, a animação estreou no mesmo ano de sua estreia pelos canais Boomerang e SBT (através do Sábado Animado). Em Portugal, estreou a 17 de setembro do mesmo ano de sua estreia pelo Canal Panda.

## Enredo
A série mostra o dia a dia de Barbie e sua família depois de se mudarem de Wisconsin para Malibu passando a morar um uma nova casa sofisticada e tecnológica. Cada episódio é narrado pela Barbie através de vlogs recapitulando o que aconteceu com ela e sua família no dia anterior.

## Personagens
- Barbie Roberts - A filha mais velha da família Roberts e a protagonista do desenho. Uma jovem de 17 anos, que tem um bom coração e se esforça para ajudar sua família e amigos.
- Skipper Roberts - A irmã adolescente da Barbie. É a mais sensata das irmãs, tem obsessão por tecnologia a ponto de sempre andar com celular na mão  gosta de ouvir música e tem 14 anos .
- Stacie Roberts - A irmã pré-adolescente da Barbie. É a mais esportiva a família e que está sempre andando ao lado de Skipper.
- Chelsea Roberts - A mais nova das irmãs, de apenas 6 anos. É uma criança inocente e mostra ser muito próxima da Barbie a ponto de ser mimada por ela várias vezes.
- Ken Carson - O vizinho  da Barbie, que se mudou de Malibu para Wisconsin. Sempre ajuda Barbie quando necessário. Nesta série ele é mais sensível e calmo.
- Margaret Roberts - A mãe das meninas. É mais esperta que o marido e trabalha com tecnologia.
- George Roberts - O pai das meninas. Possui um grande senso de humor.
- Nikki Watkins - A melhor amiga da Barbie junta da Teresa.
- Teresa - A outra melhor amiga da Barbie junta da Nikki.
- Renee - Amiga asiática da Barbie. Frequentemente tenta ser engraçada.
- Daisy - Amiga da Barbie que é DJ. Tem os cabelos rosados.
- Poppy Reardon - A vizinha rude da família Roberts. Ela juntamente de seu marido agem como antagonistas da série.
- Whittaker Reardon - O marido de Poppy que também é rude e age como antagonista para os Roberts.
- Trey Reardon - O filho único dos Reardon. É arrogante e orgulhoso e também não gosta dos Roberts.
- Taffy, Honey, Rookie e DJ - Os cachorrinhos de estimação de Barbie e suas irmãs vindos da mesma ninhada. Nesta série Taffy (tal como no filme Uma Aventura de Cachorrinhos) ela é um filhote em vez de uma cadela adulta.
- Blissa - A gata de estimação da família.
- Misty - A égua de estimação da Barbie que substitui a Tawny nesta série. É vista guardada num celeiro nos arredores da cidade.

## Episódios
1° Temporada
1 - Bem-vindos à casa dos sonhos
2 - O presente surpresa da Chelsea
3 - A batalha dos bolinhos
4 - A grande aventura dos pioneiros
5 - A babá da babá
6 - Pé na estrada
7 - O bolo perfeito
8 - A fada do telhado

2° Temporada
1 - Equilíbrio perfeito
2 - A vida pode ser um sonho
3 - Amigas devem ficar juntas
4 - Chelsea conta uma história
5 -  Só o tempo dirá
6 - Golfe para cachorro
7 - Tudo ao mesmo tempo
8 - Dia de praia
9 - Uma situação delicada

3° Temporada
1 - Virtualmente famosas
2 - Todos os cães vão à praia
3 -  A balada de Windy Willows
4 - Troca de quartos
5 - Refúgio e fuga
6 - Totalmente espionando
7 - Barbie Roberts: Sereia disfarçada, parte 1
8 - Barbie Roberts: Sereia disfarçada, parte 2

9 - Um dia de cão no tribunal